# Архиепархия Сан-Луиш-до-Мараньяна
Архиепархия Сан-Луиш-до-Мараньяна (лат. Archidioecesis Sancti Ludovici in Maragnano) — архиепархия Римско-Католической церкви с центром в городе Сан-Луис, Бразилия. В митрополию Сан-Луиш-до-Мараньяна входят епархии Бакабала, Балсаса, Брежу, Вианы, Гражау, Зе-Доки, Императриса, Каролины, Кашиас-ду-Мараньяна, Короаты и Пиньейру. Кафедральным собором архиепархии Сан-Луиш-до-Мараньяна является церковь Пресвятой Девы Марии.

## История
30 августа 1677 года Римский папа Иннокентий XI выпустил буллу «Super universas», которой учредил епархию Сан-Луиш-до-Мараньяна, выделив её из епархии Олинды (сегодня — Архиепархия Олинды-и-Ресифи). Первоначально епархия Олинды входила в Патриархат Лиссабона. 15 июля 1614 года Римский папа Павел V издал буллу «In super eminente Militanti Ecclesiae», которой передал часть территории епархии Олинды в пользу возведения территориальной прелатуры Пернамбуко.
4 марта 1720 года епархия Сан-Луиш-до-Мараньяна передала часть своей территории в пользу возведения епархии Белен-до-Пара (сегодня — Архиепархия Белен-до-Пара).
5 июня 1828 года Римский папа Лев XII издал буллу «Romanorum Pontificum», которой присоединил епархию Сан-Луиш-до-Мараньяна к митрополии Сан-Салвадора-да-Баия.
20 февраля 1902 года епархия Сан-Луиш-до-Мараньяна передала часть своей территории новой епархии Терезины (сегодня — Архиепархия Терезины).
1 мая 1906 года епархия Сан-Луиш-до-Мараньяна вновь вошла в митрополию Белен-до-Пара.
2 декабря 1921 года епархия Сан-Луиш-до-Мараньяна была возведена в ранг архиепархии.
10 февраля 1922 года Римский папа Пий XI выпустил буллу «Rationi congruit», которой возвёл архиепархию Сан-Луиш-до-Мараньяна в ранг митрополии. В этот же день архиепархия Сан-Луиш-до-Мараньяна передала часть своей территории в пользу возведения территориальной прелатуры Сан-Жозе-ду-Гражау (сегодня — Епархия Гражау).
В последующие годы архиепархия Сан-Луиш-до-Мараньяна передала часть своей территории в пользу возведения следующих церковных структур:
- 22 июля 1939 года — епархии Кашиас-ду-Мараньяна и территориальной прелатуре Пиньейру (сегодня — Епархия Пиньейру);
- 30 октября 1962 года — епархии Вианы;
- 22 июня 1968 года — епархии Бакабала;
- 14 сентября 1971 года — епархии Брежу;
- 26 августа 1977 года — епархии Короаты.

## Ординарии архиепархии
- епископ Antônio de Santa Maria (1677)
- епископ Gregório dos Anjos (1677—1689)
- епископ Francisco de Lima (Lemos) (1691—1695), назначен епископом Олинды
- епископ Timóteo do Sacramento (17.12.1696 — 1700)
- епископ José Delgarte (5.10.1716 — 23.12.1724)
- епископ Manoel da Cruz Nogueira (3.09.1738 — 15.12.1745), назначен епископом Марианы
- епископ Francisco de São Tiago (15.12.1745 — 12.12.1752)
- епископ Antônio de São José Moura Marinho (19.07.1756 — 20.07.1778), назначен архиепископом Сан-Салвадора-да-Баия
- епископ Jacinto Carlos da Silveira (1.03.1779 — 29.04.1780)
- епископ José do Menino Jesus (18.09.1780 — 18.07.1783), назначен епископом Визеу
- епископ Antônio de Pádua e Belas (18.07.1783 — 28.08.1794)
- епископ Joaquim Ferreira de Carvalho (1.06.1795 — 26.04.1801)
- епископ Luiz de Brito Homem (24.05.1802 — 10.12.1813)
- епископ Joaquim de Nossa Senhora de Nazareth Oliveira e Abreu (23.08.1819 — 3.05.1824), назначен епископом Коимбры
- епископ Marcos Antônio de Souza (25.06.1827 — 29.11.1842)
- епископ Carlos de São José e Souza (22.01.1844 — 3.04.1850)
- епископ Manoel Joaquim da Silveira (5.09.1851 — 5.01.1861), назначен архиепископом Сан-Салвадора-да-Баия
- епископ Luiz da Conceição Saraiva (22.07.1861 — 26.04.1876)
- епископ Antônio Cândido Alvarenga (21.09.1877 — 28.11.1898), назначен епископом Сан-Паулу
- епископ Luis de Salles Pessoa (1898)
- епископ Antônio Xisto Albano (23.03.1901 — 14.12.1905)
- епископ Santino Maria da Silva Coutinho (9.09.1906 — 6.12.1906), назначен архиепископом Белен-до-Пара
- епископ Francisco de Paula Silva (18.04.1907 — 4.06.1918)
- епископ Helvécio Gomes de Oliveira (18.06.1918 — 10.02.1922), назначен епископом Марианы
- архиепископ Octaviano Pereira de Albuquerque (27.10.1922 — 16.12.1935)
- архиепископ Карлуш Кармелу де Вашконшелош Мотта (19.12.1935 — 13.08.1944), назначен архиепископом Сан-Паулу
- архиепископ Adalberto Accioli Sobral (18.01.1947 — 24.05.1951)
- архиепископ José de Medeiros Delgado (4.09.1951 — 10.05.1963), назначен архиепископом Форталезы
- архиепископ João José da Mota e Albuquerque (28.04.1964 — 20.03.1984)
- архиепископ Paulo Eduardo Andrade Ponte (20.03.1984 — 21.09.2005)
- архиепископ José Belisário da Silva (21.09.2005 — 2.06.2021, в отставке);
- архиепископ Gilberto Pastana de Oliveira (2.06.2021— по настоящее время).

## Источник
- Annuario Pontificio, Libreria Editrice Vaticana, Città del Vaticano, 2003, ISBN 88-209-7422-3
- Булла Super universas, Bullarium patronatus Portugalliae regum, Tomus II, pp. 172—174  (лат.)
- Булла Romanorum Pontificum, Raffaele de Martinis, Iuris pontificii de propaganda fide. Pars prima, Tomo IV, Romae 1891, p. 685  (лат.)